# Xavier de Gaulle
Pour les articles homonymes, voir famille de Gaulle.
Xavier de Gaulle, né le 9 novembre 1887 à Lille (Nord) et mort le 9 février 1955 à Bordeaux (Gironde), est un ingénieur civil des mines français, capitaine de l'armée, résistant, et consul général de France à Genève (Suisse).
Il est le frère ainé de Charles de Gaulle et le père de Geneviève de Gaulle-Anthonioz.

## Biographie

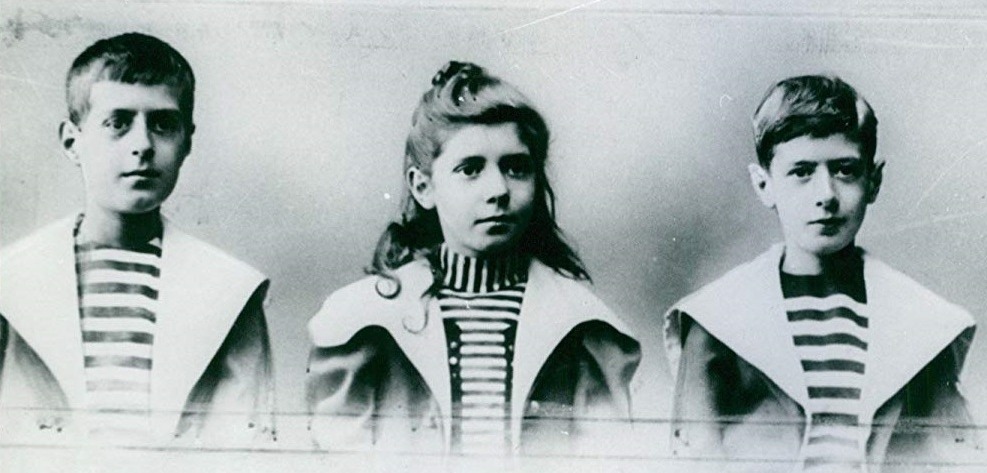
Les trois premiers (sur 5) de la fratrie de Gaulle, Xavier, Marie Agnès et Charles, vers 1899.

Xavier de Gaulle est le fils aîné de Henri de Gaulle et de Jeanne Maillot. Suivent Marie-Agnès, Charles, Jacques et Pierre.
Il réussit le concours en 1907, et intègre l'École des mines de Paris, promotion 1909 (son frère Jacques de Gaulle y intègre la promotion 1913). Il en ressort avec son diplôme d'ingénieur civil des mines. Jeune homme sensible, qui aime la musique et particulièrement Brahms, il est passionné par la peinture et le dessin.
En 1912, Xavier de Gaulle fait son service militaire comme canonnier dans la Marine à Dunkerque, puis à Toulon, avec le grade de sous-lieutenant. Xavier de Gaulle reçoit la croix de guerre 1914-1918, cité à l'ordre de la brigade. Il passe sous les drapeaux six ans de sa vie, blessé à la jambe après une chute de cheval. Il subit une seconde opération de sa jambe puis se fiance le 29 septembre 1919. Il se marie en 1920 avec Germaine Gourdon (1898-1925), une jeune châtelaine, en son château familial de l'Écho à Chemillé, avec qui il aura trois enfants.
Après avoir passé deux années à la Grande-Combe près d'Alès, il avait été nommé en 1922, ingénieur divisionnaire aux mines de la Sarre, concédées par la Société des Nations. En 1925, son épouse meurt d'une septicémie provoquée par la mort  in utero du fœtus qu'elle portait, à Rinden en Allemagne. Après cette tragédie, il continue son activité en Allemagne et élève ses trois enfants, Geneviève, Jacqueline et Roger.
Le 22 décembre 1930, il épouse en secondes noces une petite-cousine de sa première femme, Armelle Chevallier-Chantepie, avec qui il a deux enfants.
La Sarre redevenue allemande, Xavier de Gaulle est obligé de rentrer en France. En 1935, la famille emménage au no 10 rue Robien à Rennes et y reste jusqu'en juin 1938. N'ayant pas de travail, il surveille la construction de la caserne Margueritte. Puis il réussit le concours de percepteur, et est nommé à Loiron, au mois de septembre 1937.
Il perd sa fille, Jacqueline, des suites d'une typhoïde en octobre 1938 à Loiron. Sa fille Geneviève s'inscrit à la faculté des lettres de Rennes, en licence d'histoire.
En 1939, il est mobilisé comme officier de réserve à Coëtquidan. Il loue un logement à Paimpont. Arrêté, il est fait prisonnier et est libéré le 27 février 1941 comme ancien combattant, grand blessé de guerre. Xavier et Armelle de Gaulle partent pour le Sud, à Perpignan, où l'État français lui a trouvé un emploi de percepteur à Ille-sur-Têt. Sentant bien qu'il n'est plus en sécurité, surveillé de très près par la gendarmerie nationale, il quitte en hâte l'endroit sous le nom de « Joseph Lecomte » et rejoint la Haute-Savoie. Là, par la filière de Marius Jolivet, curé de Collonges-sous-Salève, il gagne la Suisse et se réfugie à Nyon. Il survit grâce à l'argent que son frère Charles de Gaulle envoie d'Angleterre, 1 000 livres en 1943. Lui, en retour, lui envoie de précieux renseignements.
Son fils Roger (10 février 1923, Landsweiler-Reden Sarre - 29 juillet 2007, Pornichet) né de son premier mariage, passe en Espagne en 1942 et est incarcéré à Gérone. Il finit par rejoindre l'Angleterre en mars 1943 où son oncle l'accueille d'un « Ah, te voilà ! » Envoyé à Meknès, il participe à la campagne d’Italie avec la 2e division d’infanterie marocaine, puis au débarquement de Provence, et enfin aux opérations en France avec la 1re division française libre. Il termine la guerre à la mission militaire pour les affaires allemandes où il est démobilisé à la fin de 1945. Il a épousé Gilberte de La Pierrière le 23 mars 1946. 
Xavier de Gaulle est nommé consul général de France à Genève en 1944 et, en 1945, il y accueille sa fille Geneviève qui rentre des camps pratiquement aveugle et ne pesant plus que 44 kg. À l'occasion du premier dîner de gala du Cercle français de Genève, il dit, en parlant de l'association : « C'est l'ambition du Cercle français de contribuer à faire connaître la pensée de la France, comme à approfondir sur le plan intellectuel, comme sur le plan sentimental les précieuses amitiés qu'elle possède ». Cette phrase est plus qu'un souhait, c'est un mot d'ordre que tout au long de son mandat le président Guelpa s'efforce de maintenir. Henri Hoppenot, ambassadeur de France en Suisse, accompagné de Xavier de Gaulle et de l'épouse de celui-ci, porte au Comité international de la Croix-Rouge le témoignage de la reconnaissance de la France et du peuple français. Xavier de Gaulle témoigne en faveur du poète légionnaire suisse Zinia Rolando. En 1946, c'est la disparition de son frère Jacques. En 1955, il reçoit Jacques Duclos venu faire une conférence. Duclos notera « que cet homme était de grande taille, mais avec moins d'allure que Charles ».
Xavier de Gaulle meurt à Bordeaux le 9 février 1955. Sa seconde épouse est morte en mai 1974.

## Distinctions
- Officier de la Légion d'honneur (27 février 1951)[4].
- Croix de guerre 1914-1918.

## Fonctions, grades et titres
- 1913 : sous-lieutenant.
- 1918 : capitaine.
- 1944 à 1953 : consul général de France à Genève.